# Championnat du Kenya féminin de football
Le championnat du Kenya féminin de football est une compétition kényane de football féminin créée en 1998.

## Palmarès

### KFF National Women's Tournament
| Saison | Champion                |
| ------ | ----------------------- |
| 1998   | Mathare Youth (Nairobi) |

### Nairobi Women's League
| Saison | Champion     |
| ------ | ------------ |
| 2001   | Telkom White |
| 2002   | Makolanders  |
| 2003   | Mincuss      |

### National Premier League
| Saison    | Champion                                     |
| --------- | -------------------------------------------- |
| 2010      | Mathare Youth (Nairobi)                      |
| 2011      | non disputé                                  |
| 2012      | Matuu FC (Nairobi)                           |
| 2013      | abandonné                                    |
| 2014-2015 | Thika Queens                                 |
| 2016      | Thika Queens                                 |
| 2017      | Vihiga Queens                                |
| 2018      | Vihiga Queens                                |
| 2019      | Vihiga Queens                                |
| 2020      | abandonné à cause de la pandémie de Covid-19 |
| 2021      | Thika Queens                                 |
| 2022      | Vihiga Queens                                |
| 2023      | Vihiga Queens                                |
| 2024      | Kenya Police Bullets                         |
| 2025      | Kenya Police Bullets                         |